# Gudkov Gu-82
Il Gudkov Gu-82 (in caratteri cirillici Гудков Гу-82) era un caccia monomotore ad ala bassa sviluppato da Mihail Ivanovič Gudkov in Unione Sovietica negli anni quaranta.
Variante con motore radiale dell'originario Lavochkin Gorbunov Gudkov LaGG-3, venne realizzato per tentare di sopperire alle carenze prestazionali del suo predecessore già impiegato principalmente dalla Sovetskie Voenno-vozdušnye sily (VVS), l'aeronautica militare dell'Unione Sovietica, nelle fasi iniziali della Grande guerra patriottica ma dopo una valutazione comparativa non venne accettato ed il suo sviluppo interrotto.

## Storia
Nel 1939 il governo sovietico ritenne che era necessario ammodernare la dotazione di caccia ai reparti della VVS basati fino a quel momento principalmente sul monoplano Polikarpov I-16 ed il biplano I-153 ed entrambi equipaggiati con motore radiale. A tale scopo emise una specifica per la fornitura di un velivolo di nuova generazione, caratterizzato da prestazioni complessive più elevate, anche se non necessariamente più armata ed agile dei precedenti, ed equipaggiato con motori 12 cilindri a V con raffreddamento a liquido che garantivano una potenza complessiva maggiore.
Gli uffici di progettazione (OKB) interpellati presentarono quattro modelli, tre dei quali vennero approvati ed avviati alla produzione in serie, il Lavochkin Gorbunov e Gudkov LaGG-3, lo Yakovlev Yak-1 ed il Mikoyan-Gurevich MiG-1.
Lo sviluppo iniziale dell'I-301, ridesignato in seguito Lavochkin Gorbunov Gudkov LaGG-1, il modello presentato dall'OKB Nr.301 diretto da Semën Alekseevič Lavočkin, ad una valutazione comparativa venne trovato suscettibile e bisognoso di miglioramenti tecnici ma grazie anche alla sua innovativa particolarità di costruzione, che sfruttava quasi interamente materiali non strategici, ne venne comunque ordinato un suo sviluppo benché il LaGG-1 non venne avviato alla produzione in serie. Anche il suo successore LaGG-3 continuò a soffrire di una serie di problemi che si riflettevano sulle prestazioni complessive del velivolo in fase di combattimento, principalmente legate alla velocità massima, che negli esemplari di serie risultava anche di 40 km/h inferiore ai prototipi testati dalla VVS, risultando i più pesanti tra i caccia di nuova generazione.
La poca fiducia nelle potenzialità del velivolo da parte dei piloti della VVS era riassunta nel nomignolo che gli assegnarono: con un gioco di parole, la sigla LaGG, identificativa dei progettisti Lavočkin, Gorbunov, e Gudkov diventò  lakirovanny garantirovanny grob ("bara verniciata garantita" - лакированный гарантированный гроб).

### Sviluppo
Mihail Ivanovič Gudkov, che assieme a Semën Lavočkin e Vladimir Petrovič Gorbunov aveva collaborato alla progettazione del velivolo, ritenne che per ovviare velocemente alle carenze del LaGG-3 si dovesse ricorrere ad un nuovo motore che era da poco diventato disponibile, il radiale a doppia stella Shvetsov ASh-82 (noto anche come M-82). La nuova unità già sviluppava una potenza superiore al Klimov M-105; inoltre, a scapito di una superficie frontale leggermente superiore, godeva del vantaggio tipico dei motori con raffreddamento ad aria, ovvero che in caso di malfunzionamento di uno dei cilindri a causa di un colpo ricevuto da un avversario poteva continuare a funzionare anche se con potenza inferiore.
Fermamente convinto che la sua modifica avrebbe risolto la maggior parte dei problemi, Gudkov interpellò direttamente Stalin per convincerlo della bontà dell'idea ed avere l'autorizzazione di avviarne la produzione in serie.
Il 25 agosto 1941 riuscì ad ottenere il motore ed iniziarono i lavori di conversione di un LaGG-3 per abbinare alla cellula la nuova unità motrice. Nell'occasione venne anche incrementata la potenza offensiva del velivolo adottando due mitragliatrici Berezin UBS calibro 12,7 mm e due cannoncini aeronautici ShVAK calibro 20 mm.
Il velivolo, che assunse la designazione ufficiale Gu-82, venne portato in volo con successo il successivo 11 settembre dove si rilevò che benché la velocità massima, attestata a 573 km/h, fosse di poco superiore al suo predecessore, l'autonomia ne risultava sensibilmente aumentata. Gudkov ritenne quindi di presentare i risultati a Stalin caldeggiando l'istituzione di una nuova linea di produzione, notizia che venne accolta con entusiasmo dai piloti che avevano la speranza di avere in dotazione un velivolo più idoneo a combattere contro gli avversari della tedesca Luftwaffe. Tuttavia la commissione incaricata ritardò talmente la data delle prove di volo che, avendo l'OKB di Lavočkin sviluppato per proprio conto una successiva variante del LaGG-3 con motore radiale, il La-5, che si rivelò ben superiore, lo sviluppo del Gu-82 venne interrotto senza essere avviato alla produzione in serie.

## Utilizzatori
Unione Sovietica
- Sovetskie Voenno-vozdušnye sily

utilizzato solamente per prove comparative.